# Donovan Bailey
Donovan Bailey (Mánchester, Jamaica; 16 de diciembre de 1967) es un atleta canadiense de origen jamaicano, especialista en pruebas de velocidad que fue campeón olímpico de los 100 metros lisos en los Juegos de Atlanta 1996, donde además batió el récord del mundo con 9,84.

## Atlanta 1996
El momento más importante de su carrera deportiva fueron los Juegos Olímpicos de Atlanta 1996. Llegó como el favorito en los 100 metros y no defraudó, ganando el oro y batiendo además el récord mundial con un registro de 9,84 (una centésima menos que el anterior récord de Leroy Burrell en 1994) La plata fue para Frankie Fredericks, de Namibia (9,89) y el bronce para Ato Boldon, de Trinidad & Tobago (9,90).
Muchos de sus compatriotas vieron en esta victoria una forma de limpiar el nombre de Canadá tras la vergüenza sufrida por el escándalo de Ben Johnson en los Juegos de Seúl 1988. Bailey era el segundo velocista (tras Carl Lewis) que ganaba el oro olímpico de los 100 metros siendo el campeón mundial vigente.
Además el equipo canadiense de relevos 4 x 100 metros formado por Robert Esmie, Glenroy Gilbert, Bruny Surin y Donovan Bailey derrotó en su propia casa a los estadounidenses, alzándose con la medalla de oro en esta prueba.
En los Mundiales de Atenas de 1997 acabó 2.º en los 100 metros con 9,91 por detrás del estadounidense Maurice Greene (9,86). Eso sí, el equipo canadiense de relevos 4 x 100 m volvió a ganar el oro revalidando su título mundial de dos años antes.
En junio de 1997 participó en Toronto en una carrera de 150 metros contra el campeón olímpico y plusmarquista mundial de los 200 metros Michael Johnson. Se trataba de determinar quien era el hombre más rápido del mundo enfrentando a los plusmarquistas de 100 y 200 metros en una distancia intermedia. Donovan Bailey ganó esa carrera y se embolsó 2 millones de dólares por ello, aunque Johnson se lesionó a mitad de la prueba.

## Retirada
Con 30 años cumplidos, en los años siguientes se vio afectado por numerosas lesiones y bajó de forma sensible su nivel. No volvería a obtener ningún triunfo destacable.
Participó en los Juegos Olímpicos de Sídney 2000, pero aquejado por un virus respiratorio, quedó último en su serie de cuartos de final de los 100 m, y ni siquiera participó en los relevos.
Se retiró en 2001, tras no clasificarse para la final de los 100 metros en los Mundiales de Edmonton.
Bailey fue uno de los mejores velocistas de la década de los 90. Respondía al perfil del velocista fuerte y potente, con una gran salida y unos primeros metros de gran explosividad. Además de sus triunfos al aire libre, en 1996 batió el récord mundial de los 50 metros indoor en Reno, Nevada, con 5,56
Actualmente tiene una empresa llamada DBX Sport Management, dedicada a la gestión deportiva.
| Predecesor: Linford Christie | Campeón Olímpico de 100 metros lisos Juegos Olímpicos de Atlanta 1996 | Sucesor: Maurice Greene |

## Resultados

### Competiciones
- Juegos Panamericanos de La Habana 1991 - 8.º en 100 m (10,76), 2.º en 4 × 100 m (39,95)
- Juegos de la Commonwealth de Victoria 1994 - 1.º en 4 × 100 m (38,39)
- Mundiales Indoor de Barcelona 1995 - 4.º en 200 m (21.08)
- Mundiales de Gotemburgo 1995 - 1.º en 100 m (9,97), 1.º en 4 × 100 m (38,31)
- Juegos Olímpicos de Atlanta 1996 - 1.º en 100 m (9,84 RM), 1.º en 4 × 100 m (37,69)
- Mundiales de Atenas de 1997 - 2.º en 100 m (9,91), 1.º en 4 × 100 m (37,86)
- Juegos Panamericanos de Winipeg 1999 - 2.º en 4 × 100 m (38,49)

### Mejores marcas
- 100 metros - 9,84 (Atlanta, 1996)
- 150 metros - 15,01 (Sheffield 1997)
- 200 metros - 20,42 (Lucerna, 1998)

| Predecesor: Leroy Burrell | Plusmarquista mundial de 100 m lisos 29 de julio de 1996 - 16 de junio de 1999 | Sucesor: Maurice Greene |